# Simon Spiegel

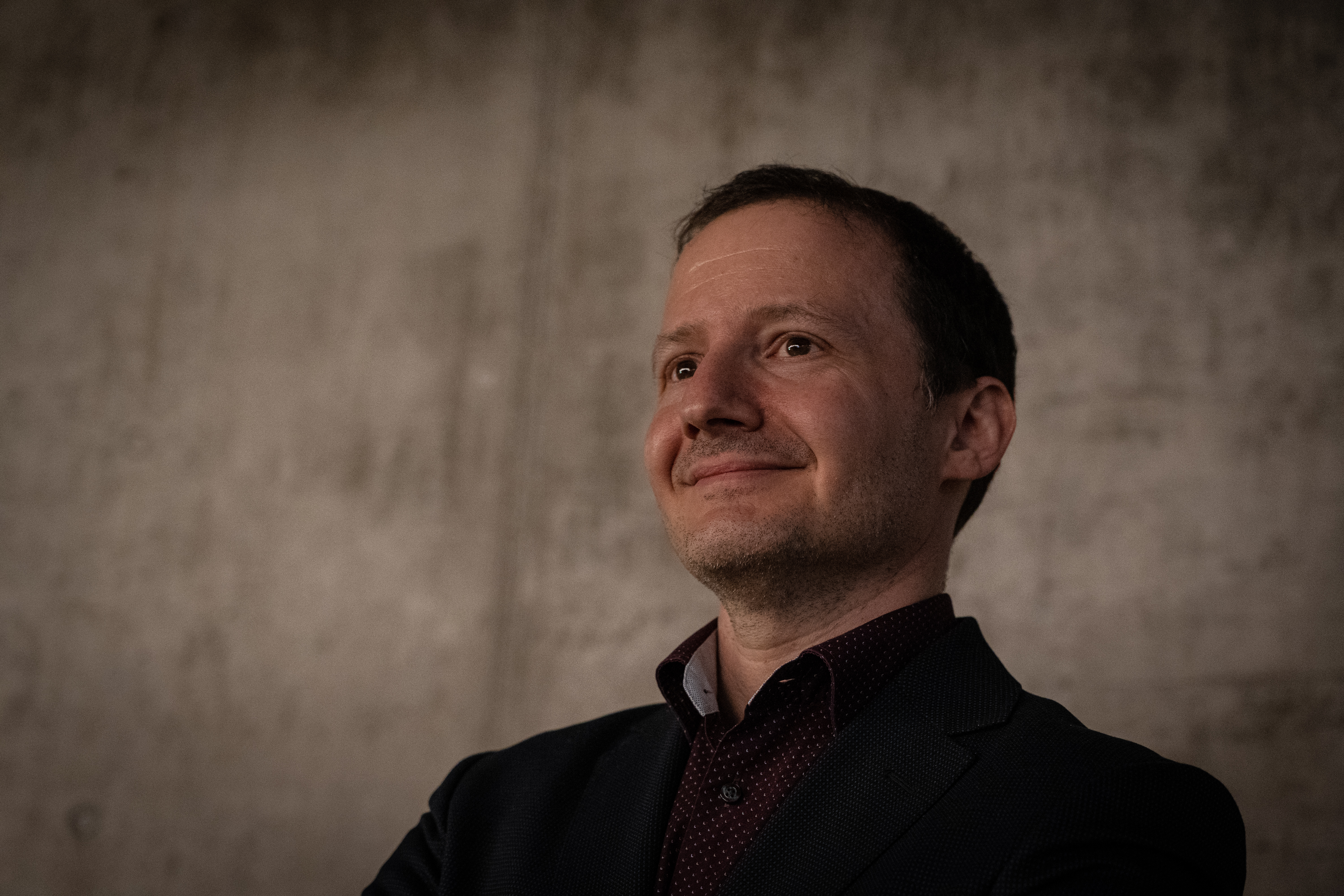
Simon Spiegel

Simon Spiegel (* 10. Juni 1977 in Basel) ist ein Schweizer Filmwissenschaftler und Filmkritiker.

## Leben
Nach der Matur 1996 in Basel studierte Spiegel Germanistik, Filmwissenschaft und Geschichte an der Universität Zürich. Ebenda wurde er 2007 im Fach Filmwissenschaft mit der Dissertationsschrift Die Konstitution des Wunderbaren promoviert. 2018 habilitierte er sich mit Bilder einer besseren Welt an der Universität Bayreuth im Fach Medienwissenschaft, 2023 erfolgt die Umhabilitation für das Fach Filmwissenschaft an die Universität Zürich.
In seiner Forschung beschäftigt er sich insbesondere mit filmischen Formen der Science-Fiction, der Utopie, mit Theorien der Phantastik sowie mit dem Phänomen des Spoilers.
Spiegel ist Gründungsmitglied der Gesellschaft für Fantastikforschung und Mitherausgeber der Zeitschrift für Fantastikforschung. In der Vergangenheit war er für zahlreiche Schweizer Tageszeitungen als Filmkritiker tätig, unter anderem für die Basler Zeitung, den Blick sowie die Neue Zürcher Zeitung. Heute schreibt er regelmäßig für die Filmzeitschrift Filmbulletin sowie für das Online-Magazin Republik. Von 2008 bis 2014 war Spiegel Co-Leiter der Dokumentarfilmsektion Semaine de la Critique am Locarno Film Festival. 2022 organisierte er gemeinsam mit Christine Lötscher die erste wissenschaftliche Tagung zum Thema Spoiler. Von 2021 bis 2024 war er Präsident des Vorstands von Fantoche, dem Filmfestival für Animationsfilme in Baden.
Spiegel ist Vater zweier Söhne.

## Veröffentlichungen
Alleinige Publikationen
- Utopias in Nonfiction Film. Palgrave Macmillan, Basingstoke 2021, ISBN 978-3-030-79822-2
- Bilder einer besseren Welt. Die Utopie im nichtfiktionalen Film. Schüren, Marburg 2019, ISBN 978-3-7410-0340-0 (auch online als Open Access erhältlich)
- Theoretisch phantastisch. Eine Einführung in Tzvetan Todorovs Theorie der phantastischen Literatur. p.machinery, Murnau am Staffelsee 2010, ISBN 978-3-942533-12-6
- Die Konstitution des Wunderbaren. Zu einer Poetik des Science-Fiction-Films. Schüren, Marburg 2007, ISBN 978-3-89472-516-7

Als Mit-Herausgeber
- zusammen mit Andrea Reiter und Marcy Goldberg: Utopia and Reality. Documentary, Activism and Imagined Worlds. University of Wales Press, Cardiff 2020, ISBN 978-1-78683-524-6

Zeitschriften
- Mitherausgeber: Zeitschrift für Fantastikforschung, Open Library of Humanities, ISSN 2192-0885

## Auszeichnungen
2017 wurde Spiegel für einen Artikel im Filmbulletin über den Film Electroboy mit dem Prix Pathé – Preis der Filmpublizistik ausgezeichnet.
2024 wurde Spiegel für den Aufsatz Die immobile Vierfaltigkeit. Zu The Terminator und Terminator 2: Judgment Day mit dem Jamie Bishop Memorial Award der International Association for the Fantastic in the Arts für den besten nicht-englischsprachigen Aufsatz zur Phantastik ausgezeichnet.